# Новокаменское
Новокаменское — село в Суздальском районе Владимирской области России, входит в состав Новоалександровского сельского поселения.

## География
Село расположено близ автодороги 17Н-67 Суздаль — Обращиха в 20 км на северо-запад от центра поселения села Новоалександрово и в 22 км на юго-запад от райцентра города Суздаль.

## История
Исторические известия о селе Новом относятся к XIV столетию. Из документов Спасо-Евфимиева монастыря, записанных в описи монастыря 1660 году, видно, что оно пожертвовано было монастырю при архимандрите Евфимии Петром Даниловичем. Есть запись о селе в приходнорасходных книгах монастыря 1697 года. Вотчиной монастыря Новое оставалось до отобрания монастырских вотчин в казну в 1764 году. В 1814 году на средства прихожан была построена каменная церковь с колокольней. Престол в ней был один — в честь Покрова Пресвятой Богородицы. В 1893 году в селе Новом было 94 двора, мужчин — 273, женщин — 305
В конце XIX — начале XX века село входило в состав Тумской волости Суздальского уезда.
С 1929 года село входило в состав Цибеевского сельсовета Суздальского района, с 1935 года — Небыловского района, с 1965 года — в составе Стародворского сельсовета Суздальского района.
23 сентября 1965 года село Новое было переименовано в село Новокаменское.

## Население
| 1859 | 1926 |
| ---- | ---- |
| 469  | 592  |

| 1859 | 1905 | 1926 | 2002 | 2010 | 2021 |
| ---- | ---- | ---- | ---- | ---- | ---- |
| 469  | ↗607 | ↘592 | ↘146 | ↘135 | ↘113 |

## Достопримечательности
В селе находится недействующая Церковь Покрова Пресвятой Богородицы (1814).